# Aljaksandr Kudraŭcaŭ
Aljaksandr Andrėevič Kudraŭcaŭ (in bielorusso Аляксандр Андрэевіч Кудраўцаў?; Minsk, 23 maggio 1980) è un ex cestista bielorusso.